# Девушка в бегах
«Девушка в бегах» (англ. Girl On The Run) — фильм нуар режиссёров Артура Дж. Бекхарда и Джозефа Ли, который вышел на экраны в 1953 году.
Фильм рассказывает о журналисте Билле Мартине (Ричард Куган), которого подставляют в убийстве после того, как он начинает расследование преступной организации, действующей под прикрытием странствующего парка аттракционов. Билл со своей подружкой Джанет, которая была свидетельницей убийства, скрывается в парке, одновременно пытаясь найти там улики, изобличающие преступников.
Фильм не привлёк к себе практически никакого внимания критиков, а сегодня известен главным образом благодаря тому, что в нём впервые появился на экране знаменитый впоследствии актёр Стив Маккуин.
В 1971 году в Индии был сделан неофициальный римейк этого фильма под названием «Караван» (1971).

## Сюжет
Газетный репортёр Билл Мартин (Ричард Куган) ведёт журналистское расследование деятельности банды, занимающейся сутенёрством под прикрытием гастролирующего парка аттракционов. Во время пребывания Билла в парке городская газета выходит со срочными новостями о том, что босс Билла, редактор газеты Джордж Марш убит, при этом сам Билл становится главным подозреваемым. Вместе со своей подружкой Джанет (Розмари Петит) Билл скрывается от полиции в парке аттракционов, намереваясь при этом найти настоящего убийцу, который, как он убеждён, находится в парке. Биллу известно, что охоту на него из-за его расследования развернул местный тёмный делец Клэй Ривз (Гарри Баннистер), который обладает большим влиянием в руководстве и в правоохранительных органах города, и, предположительно, связан с сутенёрским бизнесом через карлика Блейка Чарльз Болендер, который является управляющим парка аттракционов. Джанет говорит Биллу, что боится Ривза, поскольку является свидетельницей того, как тот выходил из здания редакции сразу после того, как был убит Марш. Билл направляет её в женскую гримёрную бурлеск-шоу, где она могла бы временно укрыться. После этого, переодевшись в рабочего, чтобы его не схватила рыщущая в парке полиция, Билл направляется на розыск Блейка. Джанет легко находит общий язык с Лил (Эдит Кинг), немолодой и потрёпанной женщиной, которая руководит актрисами бурлеск-шоу. Лил ненавидит Ривза, зная о его преступной деятельности, при этом не доверяет и продажной полиции, и потому помогает Джанет замаскироваться под одну из танцовщиц в своём шоу. Тем временем Ривз встречается с Блейком, рассчитывая получить деньги, которые тот регулярно платит ему за легальное прикрытие его бизнеса. Однако Блейк, которому стало что-то известно об убийстве Марша, отказывается платить, и более того, требует денег с Ривза за молчание. Скрываясь от преследующей его полиции, Билл попадает на боксёрское шоу, где его ведущий Хэнк (Фрэнк Альбертсон) обещает выплатить 50 долларов любому, кто продержится три раунда в бою против его чемпиона Бэта Миллигана. Бэт, который не хочет утруждать себя, в раздевалке предлагает Биллу самому упасть в третьем раунде, за что тот получит 40 долларов, однако Билл намерен продержаться до конца. В конце концов, Бэт в равном бою всё-таки побеждает Билла, после чего Блейк предлагает журналисту постоянную работу в шоу в качестве подставного боксёра.
Джанет вынуждена выступать с девушками из кордебалета на сцене, однако когда она замечает в зале Ривза, то убегает. Её находит Блейк, который говорит, что нанял Билла на работу. Блейк отводит девушку в свой трейлер, якобы чтобы её спрятать, однако в трейлере безуспешно пытается к ней приставать. Тем временем Ривз и сержант полиции, устроив засаду на Билла, хватают его, однако Лил с помощью своих девушек, которые устраивают суматоху вокруг сержанта, помогает Биллу бежать. Разъярённый Ривз стреляет в Лил, раня её в плечо, после чего Блейк сообщает ему, что Джанет заперта в его трейлере. Ривз врывается в трейлер, требуя Джанет сказать, что ей известно об убийстве Марша. Так как она молчит, Ривз начинает избивать её. На крики девушки прибегает Билл, который вступает с Ривзом в драку, в итоге одерживая верх. Блейк и Хэнк прячут Билла под сценой, чтобы его не схватила полиция. Тем временем, когда сержант собирается арестовать Лил и Джанет, они заявляют, что у них есть информация, которая позволит засадить Ривза в тюрьму. Сержант, который ненавидит Ривза, решает прислушаться к словам женщин. Лил утверждает, что Ривз был лишь исполнителем воли какого-то высокопоставленного лица, который руководил всей бандой, в то время как Билл предъявляет копу доказательства того, что именно Ривз убил Марша. В тот момент, когда Блейк ведёт Лил к врачу, снова появляется Ривз, который направляет на неё пистолет. Оттолкнув женщину в сторону, Блейк принимает пулю на себя. Полиция арестовывает Ривза, а умирающий Блейк сообщает, что за спиной Ривза стоял Марш, которого тот убил, чтобы самому возглавить преступную организацию. Билл и Джанет обнимают друг друга и уходят.

## В ролях
- Ричард Куган — Билл Мартин
- Розмари Петит — Джанет
- Фрэнк Альбертсон — Хэнк
- Гарри Баннистер — Клэй Ривз
- Эдит Кинг — Лил
- Чарльз Болендер — Блейк

## История создания фильма
Фильм снимался в 1953 году под названием «Спрятанная женщина» (англ.  The Hidden Woman), а во время проката был также известен под названиями «Дешёвый бурлеск» (англ.  Honky Tonk Burlesque) и «Девушка на ярмарке» (англ. Carnival Girl).
Согласно статье в «Нью-Йорк Таймс» от 10 мая 1953 года бюджет фильма составил меньше 70 тысяч долларов. По словам историка кино Стива Льюиса, фильм снят на малом бюджете и в чрезвычайно скудных декорациях, а производственные качества картины находятся на уровне теледрамы 1953 года. Всё действие фильма происходит в парке аттракционов.
Звездой фильма является Ричард Куган, который хорошо знаком тем, кто смотрел фантастический киносериал «Капитан Видео и его видеорейнджеры» в конце 1949—1950 годов, где Куган был первым исполнителем заглавной роли Капитана Видео. В дальнейшем Куган снялся в криминальных драмах «Три часа на убийство» (1954), «Бунт Мейми Стоувер» (1956) и «Облава полиции нравов» (1959), после чего перешёл на телевидение. Вплоть до 1963 года он играл гостевые роли во многих телесериалах, особенно часто в вестернах, а также имел постоянную роль в вестерне «Калифорнийцы» (1958—1959), сыграв в 46 эпизодах этого сериала. После появления в эпизодах сериалов «Перри Мейсон» и «Дымок из ствола» в 1963 году Куган ушёл из шоу-бизнеса и занялся гольфом. Он умер в 2014 году за несколько недель до своего 100-летия.

## Оценка фильма критикой
По мнению современного историка кино Дейва Беккера, «этот фильм разочаровывает по всем направлениям». Критик, в частности, пишет: «Сюжет фильма банален и вообще в фильме нет ничего примечательного. Ни единого обмена репликами между героями не представляет интереса, и ни одно действие не вызывает никакого возбуждения. Проще говоря, это плохой фильм — актёрская игра ужасная, темп повествования — летаргический, а сама история безжизненная». С другой стороны Стив Льюис отметил, что «фильм на удивление забавно смотреть, он намного лучше, чем того заслуживает». Как далее пишет критик, более всего он «оправдает надежды тех, кто рассчитывает посмотреть на танцующих девочек, но в нём можно увидеть больше, чем вы ожидаете».
Хэл Эриксон отмечает, что фильм показывает некоторых преступных персонажей, которые обладают крепкими коррупционными связями в руководстве и правоохранительных органах города.
Однако большинство историков кино сходятся на том, что фильм, прежде всего, «значим первым появлением на экране актёра Стива Маккуина, которого можно увидеть в коротком эпизоде в роли молодого человека, который бьёт молотом на аттракционе». Как отмечает Беккер, «здесь у него небольшая роль без указания в титрах, и если моргнуть не вовремя, то можно его и вовсе не заметить. Ближе к началу фильма он фигурирует на заднем плане, когда на аттракционе наносит удар молотом на аттракционе со звонком (при этом он о чём-то говорит со своей подружкой, но слов не слышно)».